# Tibetaanse Spelen 2008
De Tibetaanse Olympische Spelen 2008 waren alternatieve spelen voor de Olympische Zomerspelen 2008 in Peking en vonden plaats van 15 tot 25 mei 2008 in Dharamsala, in Noord-India, de grootste nederzetting van ballingen uit Tibet.
Het doel van de Tibetaanse Spelen was zich ervan te verzekeren dat het grootste sportspektakel ter wereld ook door Tibetanen gevierd mocht worden.
Er was een mannen- en vrouwenkampioenschap waaraan tien vrouwen en dertien mannen deelnamen. Elke deelnemer deed mee aan meerdere sporten, waaronder hardlopen over lange afstand, zwemmen, boogschieten, atletiek en veldsporten. De winnares van het vrouwelijke kampioenschap was Tsering Lhamo; tweede en derde werden respectievelijk Dhartso Kyi en Dolkar Tso. Bij de mannen won Dorji Tsering, Dawa Dakpa werd tweede en Tenzin Choephel derde.
Net als bij Miss Tibet was de organisator van het evenement Lobsang Wangyal Productions.
De Tibetaanse Olympische Spelen hebben controverse opgeroepen binnen de Tibetaanse gemeenschap, maar ook erbuiten. De Tibetaanse regering in ballingschap heeft afstand gedaan van het evenement. De organisator zelf zegt dat zijn doel niet politiek was, maar een initiatief om ook de Tibetanen in het grootste sportevenement ter wereld te laten delen

## Video's van het evenement
- Olympische liederen Flowers of Romance en Titelsong
- Tibetaans-Olympische vlag in Londen, Tokio en Sydney
- Videoverslag